# Матилда (Лотарингия)
Вижте пояснителната страница за други личности с името Матилда.
Матилда Саксонска (на немски: Mathilde, * лятото 979, † 4 ноември 1025) е пфалцграфиня на Лотарингия.

## Биография
Тя е третата дъщеря на император Ото II и Теофано Склирина.
Матилда е дадена за възпитание в манастира Есен, където нейната братовчедка Матилда е абатеса.
Матилда се омъжва между 991 и 993 г. за двадест години по-стария Ецо († 1034), пфалцграф на Лотарингия (1015- 1034). Техните наследници се наричат Ецони. Ецо получава след сватбата от брата на Матилда, Ото III (упр. 983 – 1002), множество графства и други територии. Двамата резидират на замък Томбург на Томберг до Вормерсдорф, при Бон.
През 1024 г. Матилда и Ецо основават бенедиктинския манастир Браувайлер и му подаряват една поляна на малката планина Томберг.
Матилда умира неочаквано по време на посещение при граф Херман (Хецелин), брата на Ецо, докато Ецо е на събрание на лотарингските благородници в Аахен. Тя е погребана в манастир Браувайлер.

## Деца
Матилда има с Ецо десет деца:
- Херман (995 – 1056), архиепископ на Кьолн (1036 – 1056)
- Рихеза (994 – 1063), от 1013 г. омъжена за полския крал Мешко II Лямберт († 1034)
- Людолф (998 – 1031), граф, господар на Цутфен
- Ото II (998 – 1047), пфалцграф на Томбург, пфалцграф на Лотарингия (1035 – 1045) и херцог на Швабия (1045 – 1047)
- Аделхайд († ок. 1030), абатеса на Нивел
- Ида (1025 – 1060), абатеса на Maria im Capitol в Кьолн и на манастир Гандерсхайм
- Теофану (997 – 1058), от 1039 абатеса на манастирите Есен и Гандерсхайм
- Хайлвиг, абатеса на Нойс, Вилих и Диткирхен
- София († пр. 1031)
- Матилда, абатеса на Диткирхен и Вилих